# Enicospilus furius
Enicospilus furius är en stekelart som beskrevs av André Seyrig 1935. Enicospilus furius ingår i släktet Enicospilus och familjen brokparasitsteklar. Inga underarter finns listade i Catalogue of Life.